# Riparia congica
Riparia congica е вид птица от семейство Лястовицови (Hirundinidae).

## Разпространение
Видът е разпространен в Ангола, Република Конго, Демократична република Конго и Централноафриканската република.